# Wolfgang Petersen

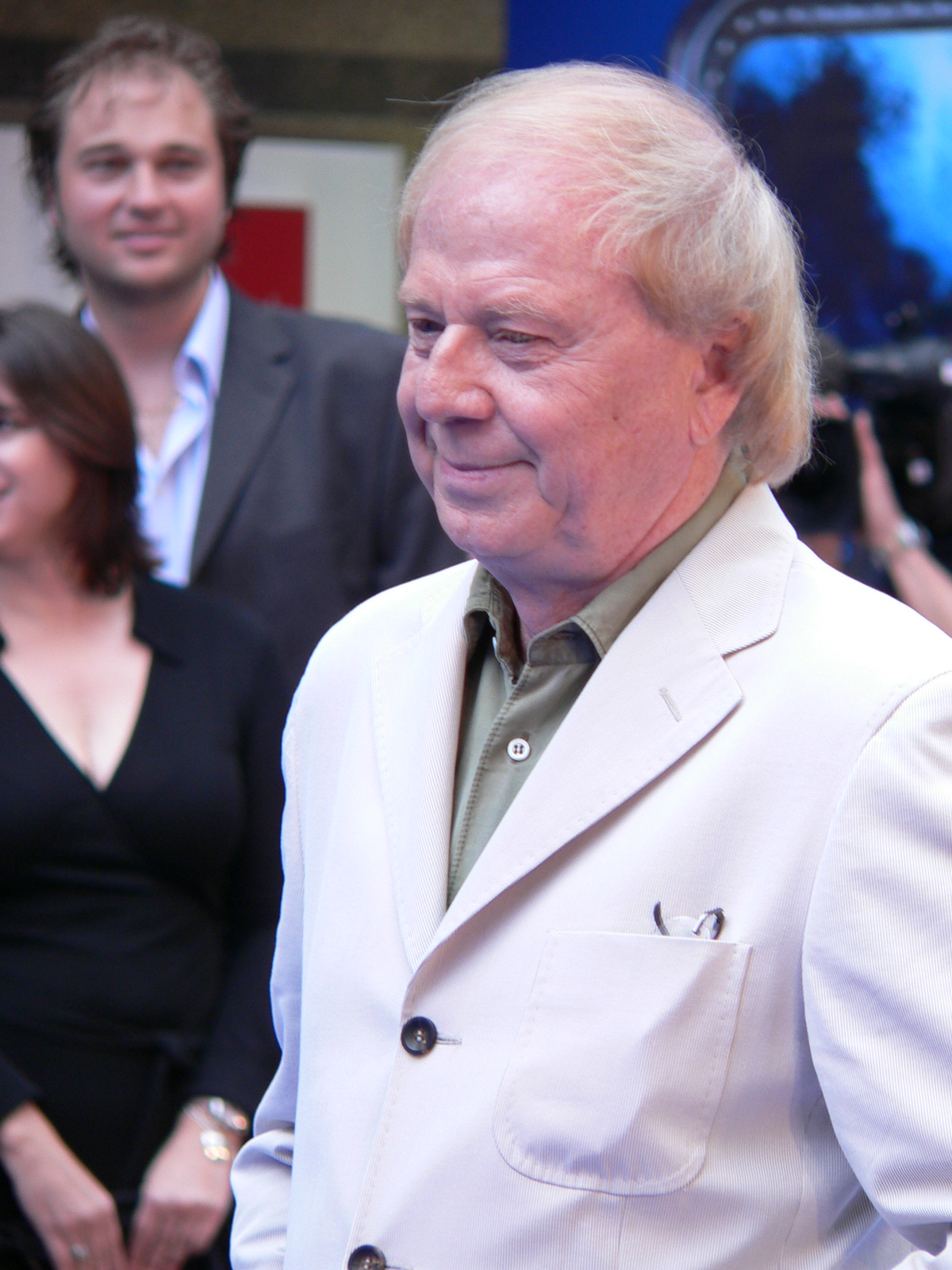
Wolfgang Petersen (2006)

Wolfgang Petersen (* 14. März 1941 in Emden; † 12. August 2022 in Los Angeles, Kalifornien) war ein deutscher Filmregisseur, Drehbuchautor und Filmproduzent.
Der Durchbruch gelang ihm Anfang der 1980er mit dem Kriegsfilm Das Boot (1981) und dem Fantasiefilm Die unendliche Geschichte (1984), welche bis heute als Klassiker des deutschen Filmes gelten. Der Erfolg dieser beiden Filme bereitete ihm Möglichkeit, in Hollywood Filme wie In the Line of Fire – Die zweite Chance (1993), Air Force One (1997) und Troja (2004) zu drehen.

## Leben

### Kindheit, Jugend und erste Arbeiten im Regiefach
Petersen, Sohn eines Marineoffiziers, wurde 1941 in einem Wohnhaus im Emder Behördenviertel geboren, wuchs aber während des Zweiten Weltkriegs in Mecklenburg auf. Danach zogen seine Eltern wieder nach Emden, wo sie in einer Barackensiedlung im Stadtteil Port Arthur/Transvaal nahe dem Hafen lebten. 1950 zog Petersen dann nach Hamburg-Bramfeld und hat dort in den Kinos seine Freizeit verbracht. Bereits während seiner Schulzeit auf der Gelehrtenschule des Johanneums drehte er mit einer 8-mm-Kamera erste Filme.
Erste Regiearbeit lieferte Petersen am Jungen Theater in Hamburg in verschiedenen Kinderaufführungen. Daneben arbeitete er auch als Regieassistent und Schauspieler, besuchte eine Schauspielschule und begann 1965 ein Studium der Theaterwissenschaft in Berlin und Hamburg.
1966 wechselte er zur Deutschen Film- und Fernsehakademie und drehte als Studienarbeit einige Kurzfilme (darunter Der Eine – der Andere und Ich nicht) sowie als Abschlussarbeit den Film Ich werde dich töten, Wolf (1969). Daneben inszenierte er noch einige Theaterstücke in Hamburg.

### Karriere in Deutschland

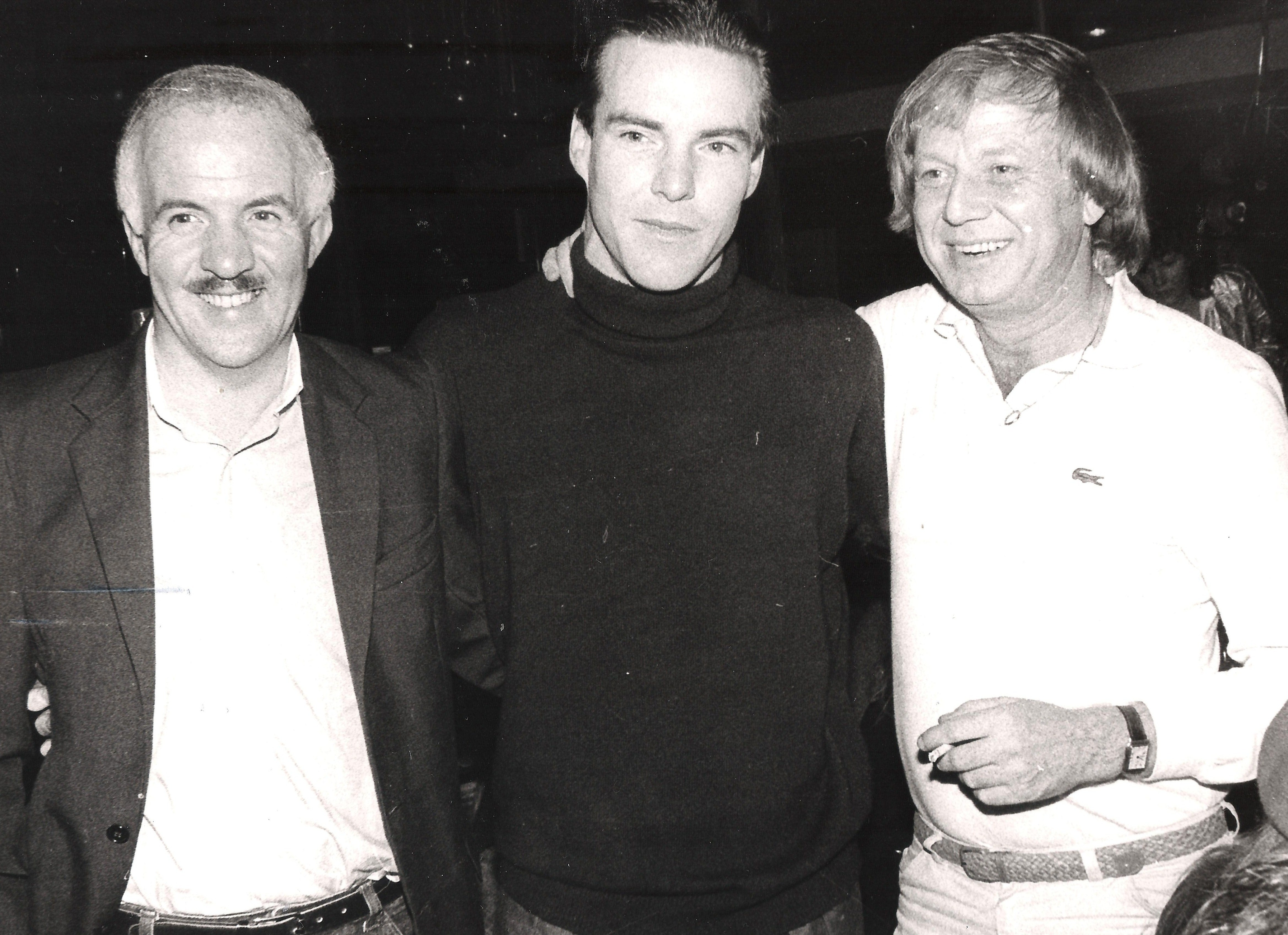
V. l. n. r.: Stanley O’Toole, Dennis Quaid, Petersen (1984)

Ab 1971 arbeitete Petersen für das Fernsehen und drehte u. a. sechs Tatort-Folgen für den NDR, einen Fernsehfilm für den WDR (Van der Valk und die Reichen) und weitere Fernsehproduktionen. Die Tatort-Folge Reifezeugnis mit Nastassja Kinski und Christian Quadflieg ist nach Tatort: Rot – rot – tot bis heute der zweiterfolgreichste Tatort überhaupt.
Seinen ersten Kinofilm konnte Petersen 1973/1974 umsetzen: Einer von uns beiden, nach dem gleichnamigen Kriminalroman von -ky. Bei der Besetzung griff er auf einen relativ festen Stamm von Mitarbeitern zurück, unter denen sich der Kameramann Charly Steinberger, die Schauspieler Jürgen Prochnow und Klaus Schwarzkopf sowie der Komponist Klaus Doldinger befanden. Der Film Die Konsequenz löste 1977 einen Skandal aus, als sich der BR aus der Übertragung der Erstausstrahlung im Fernsehen ausschaltete, da die Sendeanstalt der Überzeugung war, das Thema des Films, Homosexualität, sei nicht für ihr Publikum geeignet. Als der Film kurz darauf im Kino anlief, war er jedoch auch in Bayern zu sehen.
1980 übertrug die Produktionsfirma Bavaria Film Petersen die Regie zu der Großproduktion Das Boot, die sich vor allem in den USA zum Kassenschlager entwickelte und dort zum bis dahin erfolgreichsten fremdsprachigen Film avancierte. In Deutschland war der Film bei der Erstaufführung mit 2,3 Millionen Zuschauern zunächst mittelmäßig erfolgreich, wurde aber durch Wiederaufführungen und Fernsehausstrahlungen auch hier zu einem der bekanntesten und erfolgreichsten deutschen Filme.
Nach diesem ersten großen Erfolg drehte Petersen mit einem Budget von über 50 Millionen DM (rund 25,6 Mio. Euro) die bis dahin teuerste deutsche Nachkriegsproduktion: Die unendliche Geschichte.

### Karriere in Hollywood
Der Science-Fiction-Film Enemy Mine – Geliebter Feind entstand 1984 in deutsch/US-amerikanischer Koproduktion. Gedreht wurde er fast vollständig in den Münchner Bavaria-Studios. 1986 zog Petersen nach Los Angeles. Gemeinsam mit der Produzentin Gail Katz internationalisierte er sein Produktionsunternehmen Radiant Film als Radiant Productions. Katz fungierte als CEO des Unternehmens. Petersen drehte in Hollywood weitere Filme für den internationalen Markt und konzipierte Blockbuster wie zum Beispiel Tod im Spiegel, In the Line of Fire – Die zweite Chance, Outbreak – Lautlose Killer, Air Force One, Der Sturm, Poseidon und Troja. Sechs Filme, für die Wolfgang Petersen verantwortlich zeichnete, erzielten dabei Einspielergebnisse von (inflationsbereinigt) jeweils über 100 Mio. Dollar, mit Das Boot sogar sieben. Alle seine Filme brachten es zusammen auf fünfzehn Oscarnominierungen, darunter allein sechs Nominierungen für Das Boot (Regie, Drehbuchadaption, Kamera, Schnitt, Ton und Tonschnitt).

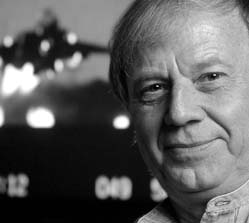
Wolfgang Petersen (2006)

Petersens letzte Hollywood-Produktion war Poseidon, die im Jahr 2006 erschien und eine Neuverfilmung von Die Höllenfahrt der Poseidon (1972) darstellt. Danach drehte er in Deutschland noch Vier gegen die Bank (2016), wiederum eine Neuverfilmung, basierend auf seinem eigenen Fernsehfilm.

### Persönliches
Von 1970 bis 1978 war Petersen in seiner ersten Ehe mit der Schauspielerin Ursula Sieg (* 1937) verheiratet. 1978 heiratete er in zweiter Ehe die Regieassistentin Maria Borgel. Seine Ehefrau nahm den Namen Maria Borgel-Petersen an.
Wolfgang Petersen starb im August 2022 in seinem Haus in Brentwood, einem Stadtteil von Los Angeles, im Alter von 81 Jahren an den Folgen von Bauchspeicheldrüsenkrebs. Sein Grab befindet sich auf dem Westwood Village Memorial Park Cemetery in Los Angeles.

### Sonstiges
Petersen war 2003 eines der Gründungsmitglieder der Deutschen Filmakademie.
Im Juni 2024 wurde ihm zu Ehren die ehemalige „Theaterstraße“ in seiner Geburtsstadt Emden in „Wolfgang-Petersen Straße“ umbenannt.

## Filmografie

### Regie und Regieassistenz
- 1965: Stadt auf Stelzen (TV) – Aufzeichnung einer Aufführung des Lessing-Theaters, Hamburg
- 1967: Der Eine, der Andere (auch Drehbuch)
- 1967: Kuckucksjahre (Regieassistenz)
- 1968: Die rote Fahne (erstaufgeführt 1996)
- 1969: Ich nicht (auch Drehbuch)
- 1971: Ich werde dich töten, Wolf (auch Drehbuch)
- 1971: Tatort: Blechschaden
- 1972: Anna und Totò
- 1972: Tatort: Strandgut
- 1973: Smog
- 1973: Tatort: Jagdrevier
- 1973: Van der Valk und die Reichen
- 1974: Tatort: Nachtfrost
- 1974: Einer von uns beiden
- 1974: Aufs Kreuz gelegt
- 1975: Die Stadt im Tal (Fernsehzweiteiler)
- 1975: Stellenweise Glatteis
- 1975: Tatort: Kurzschluß
- 1976: Hans im Glück
- 1976: Vier gegen die Bank
- 1977: Tatort: Reifezeugnis
- 1977: Planübung (auch Drehbuch)
- 1977: Die Konsequenz (auch Drehbuch)
- 1978: Schwarz und weiß wie Tage und Nächte
- 1981: Das Boot (auch Drehbuch)
- 1984: Die unendliche Geschichte (The NeverEnding Story) (auch Drehbuch)
- 1985: Enemy Mine – Geliebter Feind (Enemy Mine)
- 1991: Tod im Spiegel (Shattered) (auch Drehbuch)
- 1993: In the Line of Fire – Die zweite Chance (In the Line of Fire)
- 1995: Outbreak – Lautlose Killer (Outbreak)
- 1997: Air Force One
- 2000: Der Sturm (The Perfect Storm)
- 2004: Troja (Troy)
- 2006: Poseidon
- 2016: Vier gegen die Bank (Remake)

### Produzent
- 1997: Red Corner – Labyrinth ohne Ausweg (Red Corner)
- 1999: Der 200 Jahre Mann (Bicentennial Man)
- 2001: The Agency – Im Fadenkreuz der C.I.A. (The Agency)

## Auszeichnungen
| Platz | Film     |
| ----- | -------- |
| 77    | Das Boot |

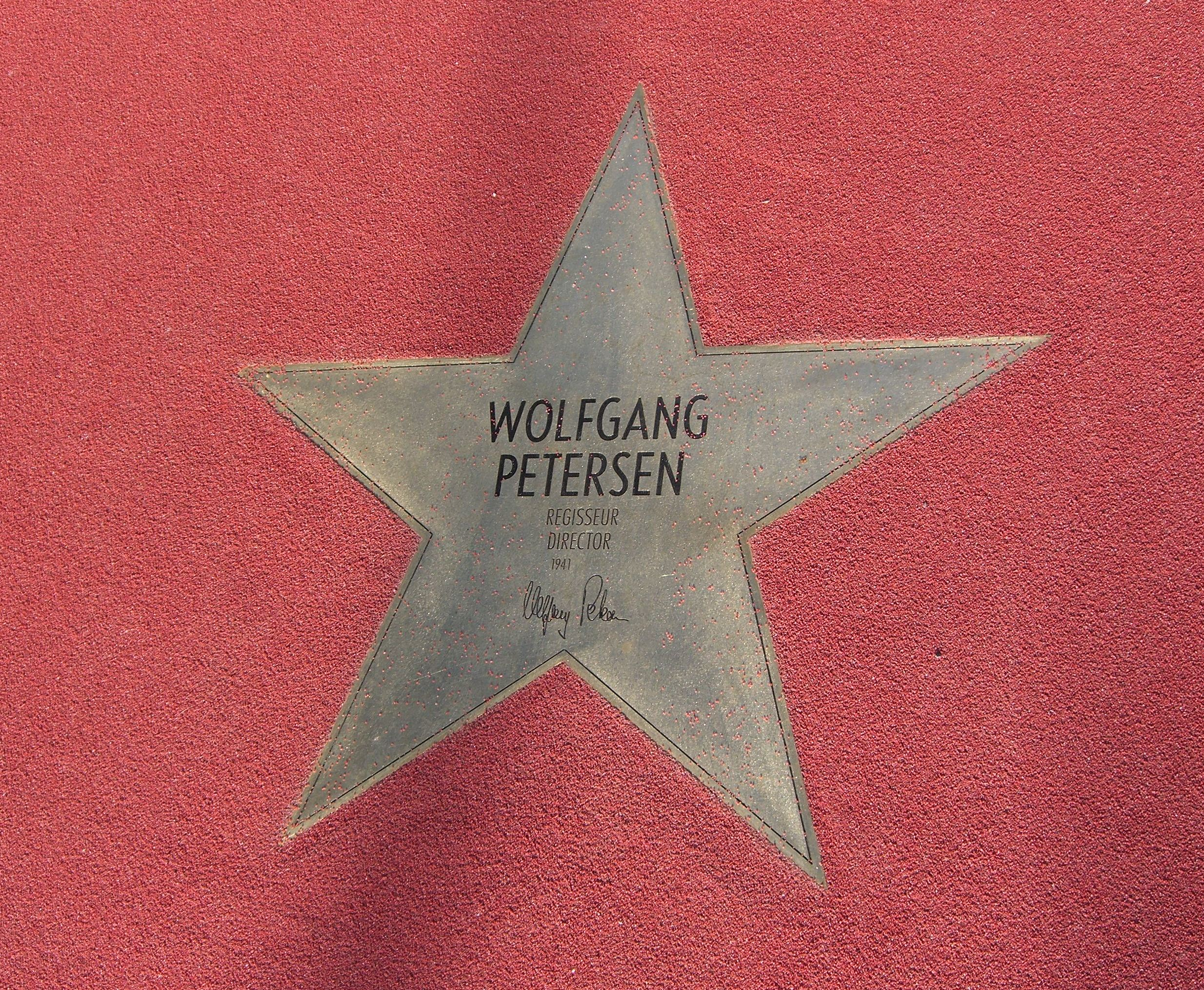
Stern von Wolfgang Petersen auf dem Boulevard der Stars in Berlin

- 1973: Prix Italia, Prix Futura für Smog
- 1974: Deutscher Filmpreis in Gold für Einer von uns beiden (Beste Nachwuchsregie)
- 1978: Adolf-Grimme-Preis mit Bronze (zusammen mit Alexander Ziegler) und Deutscher Kritikerpreis für Die Konsequenz
- 1981: Bayerischer Filmpreis in der Sparte Regie für Das Boot
- 1982: Deutscher Filmpreis, Goldene Leinwand für Das Boot
- 1983: Oscarnominierungen in der Kategorie Beste Regie und Bestes adaptiertes Drehbuch  für Das Boot
- 1984: Goldene Leinwand für Die Unendliche Geschichte
- 1985: Goldener Gong für Das Boot
- 1987: Bundesverdienstkreuz 1. Klasse
- 1997: Bambi als Bester Regisseur für Air Force One
- 2003: Bayerischer Verdienstorden
- 2006: Franz-von-Assisi-Medaille des Deutschen Tierschutzbundes
- 2007: Goldene Kamera in der Kategorie Jubiläum
- 2010: Stern auf dem Boulevard der Stars in Berlin
- 2012: Deutscher Regiepreis Metropolis für sein Lebenswerk[9]